# إيرين ريتشاردز (رسامة)
إيرين ريتشاردز (بالإنجليزية: Irene Richards)‏ هي رسامة نيوزيلندية، ولدت في 1939.